# Gunnar Mattsson (arkitekt)

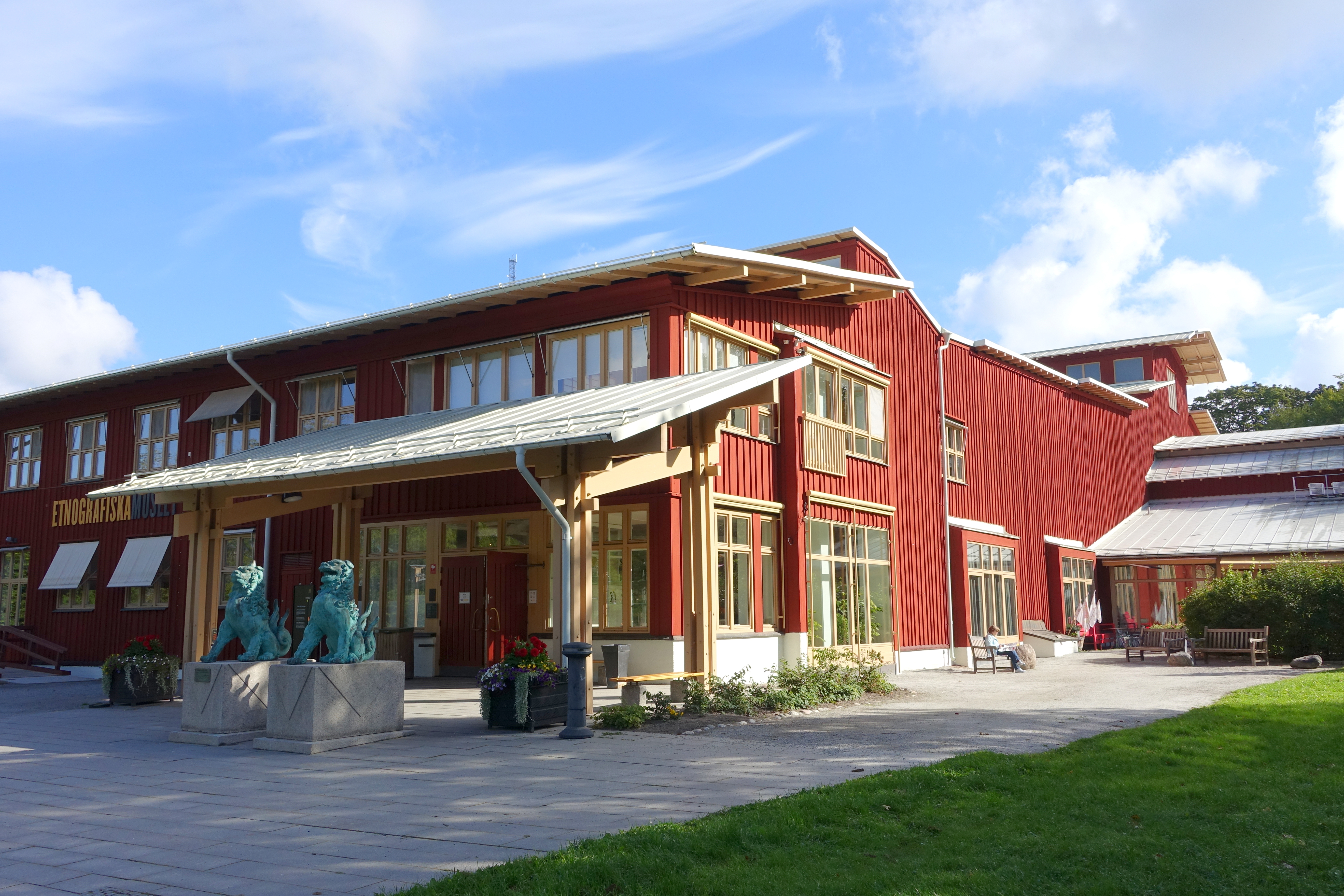
Etnografiska museet i Stockholm.

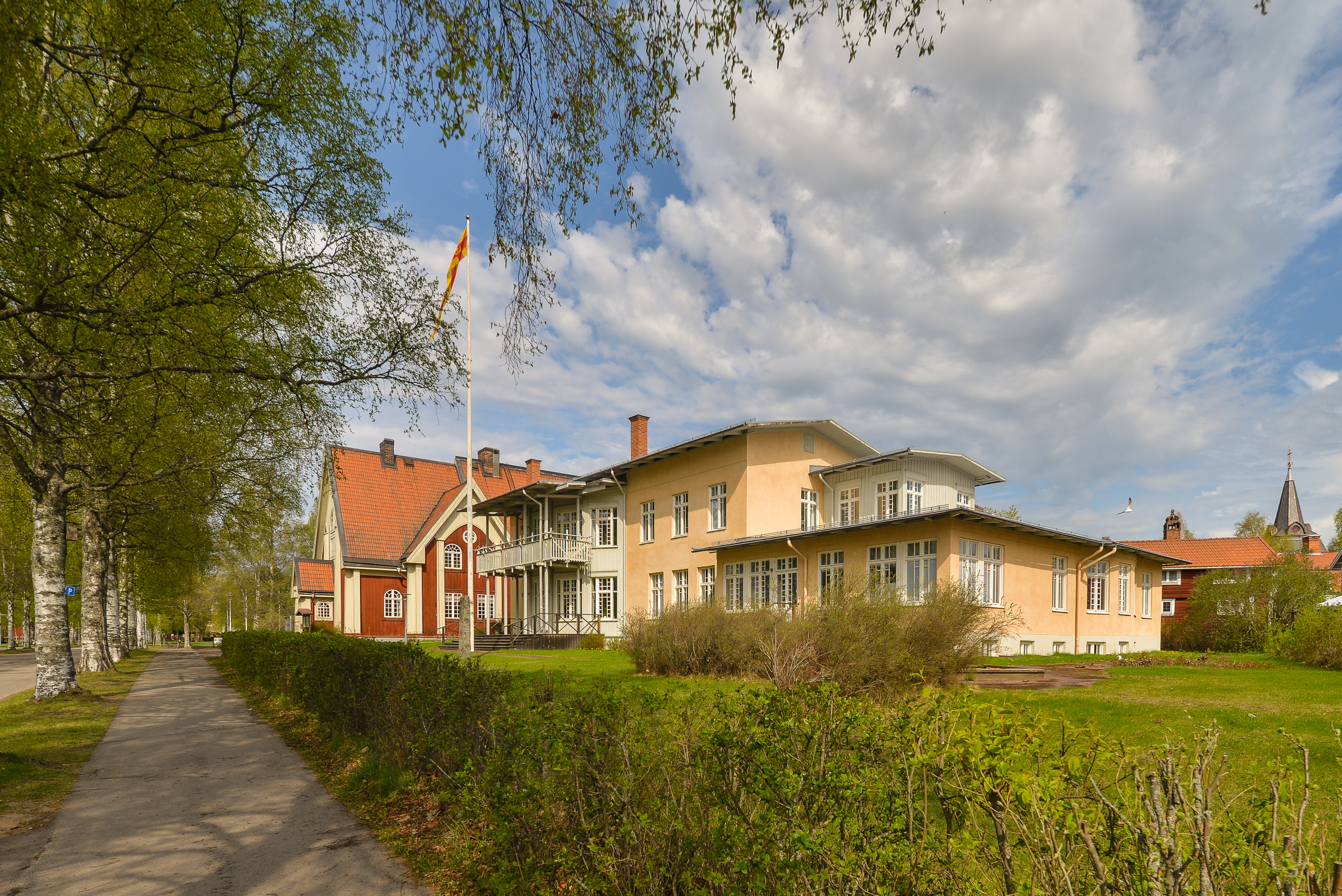
Församlingshus i Leksand.

Gunnar Mattsson, född 11 januari 1937 i Katarina församling i Stockholm, är en svensk arkitekt. 
Gunnar Mattsson har ritat bland annat Etnografiska museet som uppfördes 1973–78 efter ritningar av Mattsson och Jan Gezelius samt kulturhus (1980–85) och församlingshus (1987–88) i Leksand. Bland senare verk märks Västernorrlands museum i Härnösand från 1994. och Birkamuseet från 1995-96. Han var även ansvarig för den renovering av Örebro slott som utfördes 1992–93.
Mattsson har två gånger vunnit Kasper Salin-priset, första gången 1981 tillsammans med Jan Gezelius för Etnografiska museet och andra gången ensam 1987 för Kulturhuset i Leksand.
Han har varit gift med arkitekten Tina Wik.